# Eduard Lanz
Eduard Lanz, né le 23 avril 1886 à Bienne et mort le 19 novembre 1972 à Bienne, est un architecte suisse.

## Biographie
Arrière-petit-fils de la personnalité politique biennoise Georg Friedrich Heilmann, et fils de Emil Lanz, médecin. 
Il fréquente le Gymnase de Bienne et il effectue par la suite un stage comme menuisier à Münchenbuchsee, dans l'entreprise Kästli. En 1905, il s'inscrit à l'École polytechnique fédérale de Zurich et il se diplôme en architecture en 1911. Il passe une année à Munich et il fréquente la Ludwig-Maximilians-Universität. Par la suite il travaille brièvement avec Joss & Klauser à Berne. Entre 1911 et 1915 il collabore à l'agrandissement du Palais de l'Hôtel Beau-Rivage Palace à Lausanne-Ouchy, avec Chessex & Chamorel. En 1916 il s'installe à Berlin, en stage dans les agences de German Bestelmeyer et Bruno Möhring. En 1919, de retour en Suisse, il entre au bureau des constructions des CFF à Bâle, ce qui l’amènera à réaliser la remise à locomotives de Bienne (1919-1923). Dès 1924 il est indépendant à Bienne. Il s'intéresse principalement à l’étude et à la réalisation de logements coopératifs. Entre 1930 et 1932 il édifie la Maison du peuple à Bienne,. En 1969, il réalisera la restauration de l’église de Bienne.
Il est membre du Parti socialiste dès 1918, d'abord en Allemagne et puis (dès 1919) à Nidau, et de la Fédération des architectes suisses dès 1928. Il est membre du comité de l'Association suisse pour la construction de logements d'utilité publique. 
Marié avec Dora Paula Grütter dès 1921, il est père de trois enfants.

## Prix et distinctions
- 1966 : Prix de la Culture de la ville de Bienne[6].

## Réalisations les plus significatives
- 1919-1923 - Dépôt des locomotives, à Bienne
- 1924 - Bâtiment de la fabrique de vélos COSMOS, à Bienne
- 1926 - 1945 - Logements coopératifs à Rennweg, Falbringen, Möösli, Champagne et Linde, à Bienne, et à Hofmatten, Nidau
- 1927 - Maison familiale d'Emil Schibli, à Lengnau[7]
- 1932 - Maison du peuple, à Bienne
- 1933 - Maison bifamiliale Lanz, à Bienne
- 1934 - Résidence pour trois familles Lanz / DeLuca, à Bienne
- 1939 - Maison de la société suisse de Zofingue, à Berne
- 1942 - Maison Wyttenbach, à Bienne
- 1950 - Foyer de l'Abbaye de Bellelay
- 1969 - Rénovation de l'église de Bienne

Plusieurs bâtiments multifamiliaux et résidentiels, maisons de week-end, gîtes ruraux, rénovations et restaurations.

## Sources
- Fonds : Eduard Lanz (1910 - 1972).  Cote : CH-001538-7 0004. Archives de la construction moderne-EPFL, Lausanne.

## Littérature
- Dagmar Böcker, « Eduard Lanz » dans le Dictionnaire historique de la Suisse en ligne, version du 10 mars 2009.
- Nathalie Ritter, Eduard Lanz 1886-1972 : Rot und Schwarz : lokale Architektenkarriere und internationales Selbstverständnis, Thèse, Université de Berne, 2011.
- Robert Walker, Das Haus Schibli in Lengnau : ein Vorreiter der Moderne : 1927, [Fribourg] : R. Walker, 2010, 31 p.
- Robert Walker, "Expressiv oder sachlich modern : das Volskhaus Biel und das Limmathaus Zürich im Vergleich", In : Werk, 60 (2009), p. 25-31.
- Richard Liechti, "Die Genossenschaftsstadt : der gemeinnützige Wohnungsbau in Biel", In : Wohnen, 81 (2006), p. 11-16 ;
- Sylvain Malfroy, "Lanz, Eduard", In : Isabelle Rucki und Dorothee Huber (Hrsg.), Architektenlexikon der Schweiz - 19./20. Jahrhundert, Bâle :  Birkhäuser, 1998,  (ISBN 3-7643-5261-2) ;
- Sylvain Malfroy, Christian Hunziker, "Eduard Lanz et la miniature architecturale", In : Matières: cahier annuel de l'Institut de Théorie et d'Histoire de l'Architecture (ITHA) du Département d'Architecture de l'École Polytechnique Fédérale de Lausanne, Lausanne : Presses Polytechniques et Universitaires Romandes, 1997, p. 77-87 ;
- Sylvain Malfroy, "Des alvéoles d’intimité dans un environnement communautaire", In : Bieler Jahrbuch 1995, p. 52-67 ;
- Michael Koch, Sylvain Malfroy, “Vers un urbanisme des experts“, In : Pierre Frey, Ivan Kolecek (éd.), Concours d'architecture et d'urbanisme en Suisse romande. Histoire et actualité, Lausanne : Payot, 1995, p. 128-144, p. 183-187 ;
- Stéphane de Montmollin, Urs Külling, Christian Sumi, "Das rote Biel = Bienne rouge : Grossstadtarchitektur für eine Kleinstadt ; das neue Bahnhofquartier ; das Bieler Volkshaus", In : Werk, 65(1978), p. 12-18 ;
- Gunther Schärer, "Eduard Lanz (1886-1972)", In : Bieler Jahrbuch 1972, p. 85-93.